# Giovanni Giacomo Rossi
Giovanni Giacomo Rossi (Rim, 1627. − Rim, 1691.), talijanski kartograf, graver i izdavač koji je djelovao u Rimu tijekom 17. stoljeća.
Karijeru je počeo kao tiskar nastavljajući posao svog oca Giuseppea (1570. – 1639.) i ubrzo se profilirao kao jedan od najuspješnijih izdavača u Italiji. Izdavao je brojne arhitektonske crteže i kartografska djela među kojima je najznačajniji atlas Mercurio Geografico iz 1674. godine. U njemu se nalaze i tri zemljovida značajna za kartografiju Hrvatske koje je izradio Giacomo Cantelli da Vignola.

## Opus
- Insignivm Romæ templorvm prospectvs exteriores interioresqve acelebrioribvs architectis inventi, nvnc tandem svis cvm plantis ac mensvris a Io. Iacobo de Rvbeis Romano (1684.)
- Mercurio Geografico, overo Guida Geografica in tutte le parti del Mondo Conforme le Tavole Geografiche del Sansone (1674.)
- Palazzi di Roma de piu celebri architetti (1680.)
- L'Asia Nuovamente Corretta (oko 1687.)

## Poveznice
- Povijest kartografije